# Kylindogaster nodulosa
Kylindogaster nodulosa är en mångfotingart som beskrevs av Karl Wilhelm Verhoeff 1939. Kylindogaster nodulosa ingår i släktet Kylindogaster, ordningen banddubbelfotingar, klassen dubbelfotingar, fylumet leddjur och riket djur. Inga underarter finns listade i Catalogue of Life.